# Низшие змеи
Низшие, или примитивные змеи (лат. Henophidia) — клада или инфраотряд подотряда змей, вместе с инфраотрядом Caenophidia объединяемая в  Alehinophidia.
Для представителей этой подгруппы змей характерны более примитивные черты по сравнению с двумя другими подгруппами: Червеобразными змеями (Scolecophidia) и высшими змеями (Сaenophidia).

## Классификация
В рамках таксона рассматривают 10 семейств, разделённых на 3 надсемейства:
Надсемейство Uropeltoidea:
- Семейство Anomochilidae Cundall, Wallach & Rossman, 1993
- Семейство Cylindrophiidae Fitzinger, 1843 — Цилиндрические змеи
- Семейство Uropeltidae J. Müller, 1832 — Щитохвостые змеи

Надсемейство Booidea Gray, 1825:
- Семейство Boidae — Ложноногие змеи
  - Подсемейство Boinae Gray, 1825 — Удавы
  - Подсемейство Calabariinae
  - Подсемейство Candoiinae Pyron, Reynolds & Burbrink, 2014
  - Подсемейство Charininae
  - Подсемейство Erycinae Bonaparte, 1831 — Песчаные удавы
  - Подсемейство Sanziniinae
  - Подсемейство Ungaliophiinae

Надсемейство Pythonoidea:
- Семейство Loxocemidae Cope, 1861 — Двухцветные змеи
- Семейство Pythonidae Fitzinger, 1826 — Питоны
- Семейство Xenopeltidae Bonaparte, 1845 — Лучистые змеи

Следующие семейства не включены ни в одно надсемейство:
- Семейство Aniliidae — Вальковатые змеи
- Семейство Bolyeriidae Hoffstetter, 1946 — Болиериды
- Семейство Tropidophiidae Brongersma, 1951 — Земляные удавы